# Alessandro Piccolo
Alessandro Piccolo (ur. 17 października 1980 w Toledo) – włoski kierowca wyścigowy.

## Kariera
Piccolo rozpoczął karierę w wyścigach samochodowych w 2000 roku od startów we  Włoskiej Formule Renault, gdzie trzykrotnie stawał na podium. Z dorobkiem 131 punktów uplasował się tam na czwartej pozycji w klasyfikacji generalnej. W późniejszych latach pojawiał się także w stawce Euro 3000, Formuły 3000 (w 2003 roku), FIA GT Championship oraz International GT Open.